# İnşaatçı Bakou FK
Le İnşaatçı Bakou Futbol Klubu (en azéri : İnşaatçı Bakı Futbol Klubu), plus couramment abrégé en İnşaatçı Bakou, est un ancien club azerbaïdjanais de football fondé en 1935 et disparu en 1995, et basé à Bakou, la capitale du pays.

## Histoire
Le club est fondé en 1935 sous le nom de FK Stroitel Bakou. Renommé İnşaatçı Bakou FK en 1992, il est dissous en 1995.
Il évolue quatre saisons en première division azerbaïdjanaise ; sa meilleure performance est une 6e place acquise à la fin de la saison 1992.
Le club remporte la Coupe d'Azerbaïdjan en 1992 et est finaliste de la Supercoupe d'Azerbaïdjan en 1993.

## Palmarès
- Coupe d'Azerbaïdjan (1) :
  - Vainqueur : 1992.

- Supercoupe d'Azerbaïdjan :
  - Finaliste : 1993.